# Mount McCrory
Mount McCrory ist ein Berg nahe der Ruppert-Küste des westantarktischen Marie-Byrd-Lands. Er ragt 3 km ostsüdöstlich des Mount Vance im östlichen Abschnitt der Ickes Mountains auf.
Der United States Geological Survey kartierte ihn anhand eigener Vermessungen und Luftaufnahmen der United States Navy aus den Jahren von 1959 bis 1965. Das Advisory Committee on Antarctic Names benannte ihn 1974 nach Kapitän Eugene E. McCrory (* 1923) von der United States Coast Guard, Kommandant des Eisbrechers USS Glacier während der Operation Deep Freeze der Jahre 1969 und 1970.